# Сельць (Мазовецьке воєводство)
Сельць (пол. Sielc) — село в Польщі, у гміні Острув-Мазовецька Островського повіту Мазовецького воєводства.
Населення — 339 осіб (2011).
У 1975-1998 роках село належало до Остроленцького воєводства.

## Демографія
Демографічна структура станом на 31 березня 2011 року:
|          | Загалом | Допрацездатний вік | Працездатний вік | Постпрацездатний вік |
| -------- | ------- | ------------------ | ---------------- | -------------------- |
| Чоловіки | 165     | 45                 | 100              | 20                   |
| Жінки    | 174     | 45                 | 99               | 30                   |
| Разом    | 339     | 90                 | 199              | 50                   |